# Trachelipus ratzeburgii

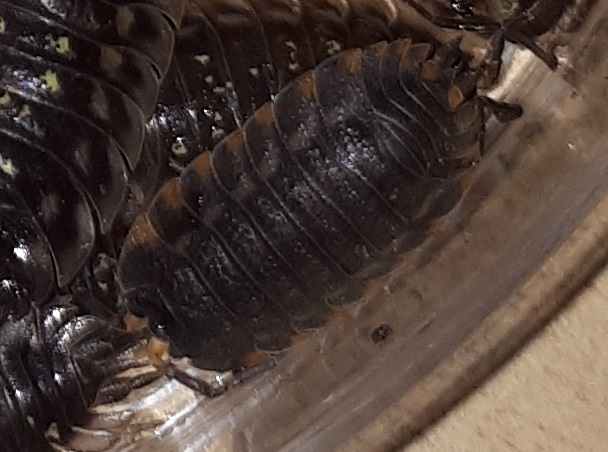
Charakteristisch für die Art sind die orangerot gefärbten Hinterecken der Pereiomere (an den Seiten)

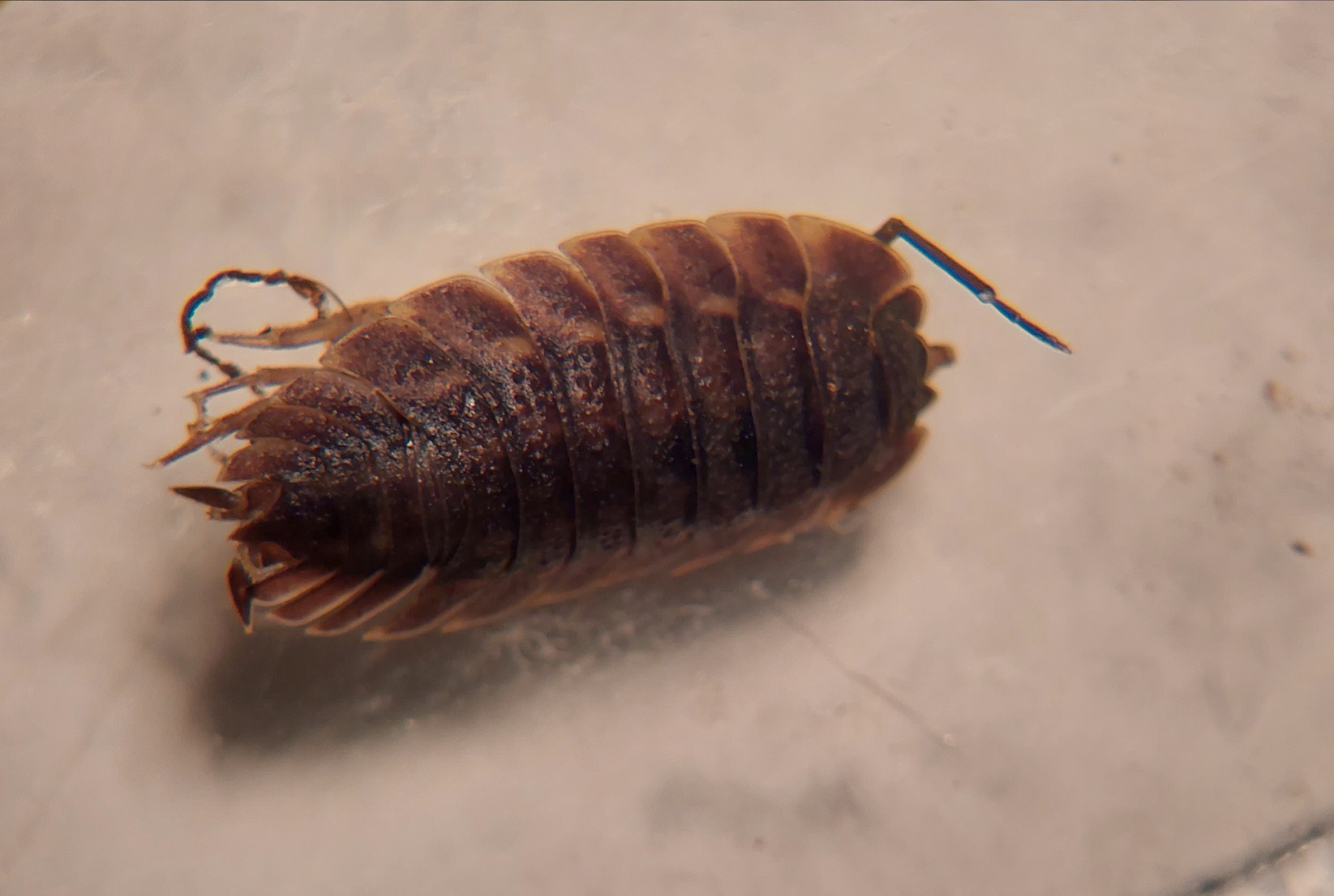
Gut erkennbar sind die beiden Fühlergeißelglieder, das spitze Telson, die Seitenlappen am Kopf, der bogenförmige große Mittellappen, die abgeflachten Uropoden-Außenäste neben dem Telson und die ausgezogenen Hinterecken der Pereiomere

Trachelipus ratzeburgii (Syn.: Trachelipus ratzeburgi) ist eine zentraleuropäisch verbreitete Art der Landasseln.

## Merkmale und Verwechslungsarten
Die Körperlänge beträgt 10–16 mm, die Körperbreite bis zu 8 mm. Die Grundfarbe ist dunkel grau-braun, eine Marmorierung kann vorhanden sein, muss aber nicht. Vor allem seitlich auf dem Körper befinden sich helle Fleckenreihen. Die Art ist durch den lappenförmig ausgezogenen Mittellappen des Kopfes und die orangerot gefärbten Hinterecken der Pereiomere (der sieben Segmente des freien Rumpfabschnitts) charakterisiert. Die Körperoberfläche ist vor allem in der Körpermitte deutlich gekörnt. Die Körperform ist breit oval, der Hinterleib (Pleon) ist nicht schmaler als die Brust (Thorax). Die Hinterecken des 1. Segments sind spitz ausgezogen. Die Antenne weist 2 Geißelglieder auf, was die Art von der ähnlichen Mauerassel (Oniscus asellus) mit 3 Fühlergeißelgliedern unterscheidet. Die Seitenlappen am Kopf sind deutlich ausgeprägt, die Augen bestehen aus 18–25 Ocellen. Das Telson läuft spitz zu, dadurch unterscheidet sich die Art von Porcellio dilatatus, bei der das Telson zungenförmig zuläuft. Die Uropoden-Außenäste (Exopoditen) sind abgeflacht und länger und breiter als die Innenäste. Das Grundglied der Uropoden besitzt keinen Fortsatz. Ein Stirndreieck ist nicht vorhanden. Durch diese Merkmale ist die Art Porcellio montanus, Porcellio monticola, Porcellio scaber, Porcellio spinicornis, Trachelipus nodulosus und Trachelipus rathkii sehr ähnlich. Die Kellerassel (Porcellio scaber) weist jedoch keine Fleckenreihen auf. Eine Unterscheidung der eben genannten Arten erfolgt am besten über den Mittellappen am Kopf. Dieser ragt bei Trachelipus ratzeburgii leicht hervor, ist bogenförmig gerundet und stößt durch seine Größe in einem spitzen Winkel mit den Seitenlappen zusammen. Bei Porcellio montanus ist die Form ähnlich, jedoch sind die Seitenlappen hier etwa so breit wie der Mittellappen, bei Trachelipus ratzeburgii ist der Mittellappen breiter als die Seitenlappen. Innerhalb der Gattung Trachelipus können die Porenfelder der Tergite bei der Artbestimmung helfen. Bei T. rathkii und T. ratzeburgii liegen sie am 2. bis 4. Pereionit sehr dicht am Außenrand, bei T. nodulosus stehen sie weit vom Außenrand ab.  Die Trachelipus-Arten haben außerdem 5 Trachealsysteme, die Porcellio-Arten nur 2. Die Männchen von Trachelipus ratzeburgii haben am 7. Laufbein einen Carpus mit gratartigem Lappen, die Innenäste der 1. Hinterleibsbeine (Pleopoden-Endopodite) sind normal geformt, die Außenäste der 1. Hinterleibsbeine (Pleopoden-Exopodite) haben einen sichelförmigen Endzipfel.

## Verbreitung und Lebensraum
Trachelipus ratzeburgii ist zentraleuropäisch verbreitet, mit einem Schwerpunkt im östlicheren Zentraleuropa. Bekannt ist die Art aus England, Frankreich, der Schweiz, Luxemburg, Deutschland, Norwegen, Schweden, Italien, Österreich, Polen, Tschechien, der Slowakei, Slowenien und Kroatien. In Norwegen und Schweden kommt sie nur in den küstennahen Gebieten im Süden vor, in Frankreich nur im äußersten Osten und in Polen vor allem in den südlichen und südwestlichen Landesteilen. In Italien ist sie nur aus dem Norden bekannt. Die Vorkommen in England und Skandinavien sind durch das Fehlen der Art in Nordfrankreich, Belgien, den Niederlanden und Dänemark vom Hauptverbreitungsgebiet getrennt.
In Deutschland kommt die Art nördlich der Mittelgebirge nur selten vor. Vorkommen finden sich vor allem in Baden-Württemberg, Bayern, Hessen, Thüringen, Sachsen, Sachsen-Anhalt und seltener in Rheinland-Pfalz, Nordrhein-Westfalen und Brandenburg. In Hessen ist die Art häufig, aber nicht gleichmäßig anzutreffen, da sie nur Regionen mit größerem Waldbestand besiedelt. Synanthrop kommt die Art in Hessen nicht vor.
Die Art lebt fast ausschließlich in Laub- und Mischwäldern unter Holz, Baumrinde, Steinen, Moos und Laub und findet sich kaum im offenen Gelände. Sie bevorzugt Wälder mit mäßiger Bodenfeuchtigkeit, das heißt durchlüftete, mit Nadelgehölzen aufgelockerte und nicht verbuschte Wälder, möglichst ausschließlich Laubgehölze. Dadurch schließt sich das gleichzeitige Vorkommen von Oniscus asellus meist aus, da diese Art feuchtere Böden bevorzugt.
Die Art gilt in Deutschland als ungefährdet.

## Lebensweise
Die Art verhält sich bei Störung bis zur Attackierung still und sucht dann schnell in Holzspalten Schutz. Funde gelingen meist zwischen März und Dezember. T. ratzeburgii ist häufig mit folgenden Landasseln vergesellschaftet: Trichoniscus pusillus, Lepidoniscus minutus, Porcellium conspersum und Armadillidium pulchellum.
Die Ernährung besteht aus verrottendem Pflanzenmaterial, Algen, Pilzhyphen, Aas und Kot.

## Taxonomie
Die Art wurde 1833 von Karl Brandt unter dem Namen Porcellio ratzeburgii erstbeschrieben. Weitere Synonyme lauten: Porcellio intermedius Lereboullet, 1853, Porcellio nemorensis C.L.Koch, 1841, Porcellio quercuum Schnitzler, 1853, Porcellio saravejensis Verhoeff, 1907, Porcellio sylvestris Sill, 1862, Tracheoniscus ratzeburgii, Trachelipus bujori und Trachelipus intermedius.

### Unterarten
Es sind drei Unterarten bekannt:
- Trachelipus ratzeburgii illyricus (Verhoeff, 1901)
- Trachelipus ratzeburgii pedemontanus (Arcangeli, 1937)
- Trachelipus ratzeburgii ratzeburgii (Brandt, 1833)